# Giessen (Aare)
Der Giessen – oder «Rupperswiler Giessen» – ist ein etwa sieben Kilometer langes Fliessgewässer in der Auenlandschaft an der Aare bei Aarau und Rupperswil im Kanton Aargau. Er ist ein rechter Zufluss der Aare und ein flaches, mittleres Fliessgewässer des kollinen, karbonatischen Mittellands.
Der Bachgraben entstand einerseits durch natürliche Quellaustritte und andererseits durch flussbauliche Arbeiten im 19. und 20. Jahrhundert. Der Oberlauf wird vom Rohrer Giessen gebildet und der Mittellauf vom «Steinerkanal» am Wasserkraftwerk der Spinnerei Steiner in Rupperswil.

## Name
Der Gewässername «Giessen» kommt in den Auenlandschaften entlang der Aare bei zahlreichen Bächen vor, die mit Grundwasseraustritten  entspringen, so wie bei der Giesse in Münsingen.

## Geographie

### Verlauf
Das Gewässer entspringt aus mehreren Quellen in der flachen Schachenlandschaft bei Rohr. Die kurzen Bäche, deren wichtigster der Rohrer Giessen ist, mündeten bis zu Beginn des 20. Jahrhunderts in einen Seitenarm der Aare, die sich in der breiten Auenlandschaft im Aaretal zwischen Aarau und Wildegg als wilder Fluss bei Hochwasser ausbreiten und verzweigen konnte. Seit dem Bau des Kraftwerks Rupperswil-Auenstein um 1945 liegt der Fluss in einem künstlichen Kanal auf der linken Seite der Ebene und ist durch einen hohen Seitendamm von der tieferen Aue rechts davon abgetrennt. Die Quellbäche und der neue Entwässerungskanal neben dem Leitdamm, der auch Hauptgiessen oder Sammelgiessen genannt wird, münden bei Rupperswil im Gebiet Unterer Schachen in den Fabrikkanal der ehemaligen Spinnerei Steiner. Unterhalb der alten Fabrikanlage mündet der Rupperswiler Dorfbach von rechts in den Kanal, der danach mit dem Namen «Giessen» einen Kilometer weiter durch den Auwald im Oberen Faarschachen fliesst und in einen neuen Seitenarm der Aare mündet.
Das Gewässer ist ein wichtiges Element der Naturlandschaft bei Rohr und Rupperswil im Landschaftsprojekt Auenschutzpark Aargau. In der Landschaft «Aarschächli», einem alten Seitenarm der Aare, befindet sich ein national bedeutendes Amphibienlaichgebiet. Ein ausgedehnter Teil des Aaretales entlang der Giesse gehört zur Landschaft «Aarau - Rupperswil», die im Bundesinventar der Auengebiete von nationaler Bedeutung verzeichnet ist.

### Einzugsgebiet
Das 30,49 km² grosse Einzugsgebiet des Giessens wird durch ihn über den über die Aare und den Rhein zur Nordsee entwässert.
Es grenzt
- im Südosten an das Einzugsgebiet des Aabachs, der in die Aare mündet;
- im Südwesten an das der Wyna, die über die Suhre in die Aare entwässert;
- im Westen an das der Suhre direkt und
- ansonsten an das der Aare direkt.

Das Einzugsgebiet besteht zu 49,9 % aus bestockter Fläche, zu 28,7 % aus Landwirtschaftsfläche, zu 20,4 % aus Siedlungsfläche und zu 1,0 % aus unproduktiven Flächen.
Die mittlere Höhe des Einzugsgebiets beträgt 419,4 m ü. M.

### Zuflüsse
- Neunäuglerbach (rechts), 0,8 km
- Bibersteiner Giessen (rechts), 1,4 km
- Baumann Giessen[9] (rechts), 0,7 km
- Rohrer Giessen (rechts), 1,8 km
- Aarschächli 1 (links). 0,7 km
- Dorfbach (rechts), 6,0 km, 15,26 km²

## Hydrologie
An der Mündung des Giessens in die Aarebeträgt seine modellierte mittlere Abflussmenge (MQ) 450 l/s. Sein Abflussregimetyp ist pluvial inférieur und seine Abflussvariabilität beträgt 25.